# Prijepolje
Prijepolje (v srbské cyrilici Пријепоље) je město v jihozápadní části Srbska. Administrativně spadá pod Zlatiborský okruh. V roce 2011 zde žilo 13 330 obyvatel. Prijepolje je administrativním centrem stejnojmenné opštiny. Nachází se v horské krajině, sevřené je okolními horami.

## Název
Současný název odkazuje na vlastníka pole, které se zde nacházelo, v češtině tedy znamená doslova Prijovo Pole.

## Poloha
Město se nachází v horské krajině regionu Sandžak, v údolí řeky Lim v blízkosti hranice s Černou Horou, v místě ústí říčky Mileševka do Limu. Je umístěno 98 km jihozápadně od Užice, u hranice Srbska s Černou Horou. Prochází ním Železniční trať Bělehrad-Bar a hlavní silniční tah ze Srbska do Černé Hory.

## Historie
Archeologické nálezy dokázaly přítomnost stálého osídlení lokality ještě v době před příchodem Slovanů do jihovýchodní Evropy.
První písemná zmínka o Prijepolji pochází z roku 1332, o jedenáct let později o jeho existenci pochází záznamy i v dokumentech dubrovnického původu. Rozvíjelo se hlavně jako osada na trase karavan, které směřovaly z Dubrovníka dále do Balkánského poloostrova. Zboží z Dubrovníka přes Prijepolje směřovalo do měst, jako např. Tărgovište, Sjenica, Novo Brdo (na území dnešního Kosova, Peć a dále směrem k Cařihradu.
V nedalekém Mileševském klášteře se nacházelo v 15. století sídlo metropolity, později zde byla umístěna i tiskárna knih.[zdroj?]
Během turecké nadvlády vznikla celá řada dnes nejstarších budov ve městě. Postavena byla Ibrahim-pašova mešita (v roce 1572) a také hodinová věž (v 17. století). V roce 1477 turecké záznamy evidovaly neexistenci mostu přes řeku Lim a přítomnost přívozu, který místní využívali.
Na počátku 19. století značná část místního obyvatelstva bojovala v prvním srbském povstání a později i v dalších konfliktech mezi křesťanským, resp. pravoslavným obyvatelstvem s Turky. Město nicméně zůstalo součástí Osmanské říše až do začátku století dvacátého.
V letech 1880 až 1912 bylo město součástí pljeveljského sandžaku. Po první balkánské válce se stalo součástí Srbska, později Jugoslávie. Na počátku 20. let 20. století tu žilo 2800 obyvatel a stálo zhruba sedm set domů. Za druhé světové války bylo součástí okupované Černé Hory. V okolí města probíhala bitva mezi německým okupačním vojskem a partyzány, které zde provozovali polní nemocnici.

## Obyvatelstvo
Podle srbského sčítání lidu z roku 2011 zde žilo 13 068 obyvatel. Z nich se 52,6 % obyvatel přihlásilo k srbské národnosti a 44 % k bosňácké (muslimské). 

## Ekonomika
Vzhledem ke své odlehlosti a skutečnosti, že až do 2. poloviny 20. století nebylo napojeno na železnici, nebylo Prijepolje nikterak rozsáhleji industrializováno. Jižně od něj se v lokalitě známé pod názvem Kolovrat nachází průmyslová zóna.

## Kultura a kulturní památky
V Prijepolji se nachází Ibrahim-pašova mešita z období turecké nadvlády, potom také Mahmut-begova mešita a dále zmíněný Klášter Mileševa a méně známý Klášter Davidovica. Sídlí zde také Muzeum Prijepolje.

## Známé osobnosti
- Sari Sulejman Paša, velký vezír
- Zvonimir Červenko (1926–2001), chorvatský generál
- Vlade Divac (* 1968), basketbalista
- Ermin Melunović (* 1973), fotbalista
- Ivica Dragutinović (* 1975), fotbalista
- Dženan Lončarević (* 1975), zpěvák
- Aleksandar Svitlica (* 1982), házenkář
- Sead Zilić (* 1982), fotbalista
- Fahrudin Melić (* 1984), házenkář
- Zlatan Alomerović (* 1991), fotbalista
- Miljan Pušica (* 1991), házenkář